# Mariella Lotti

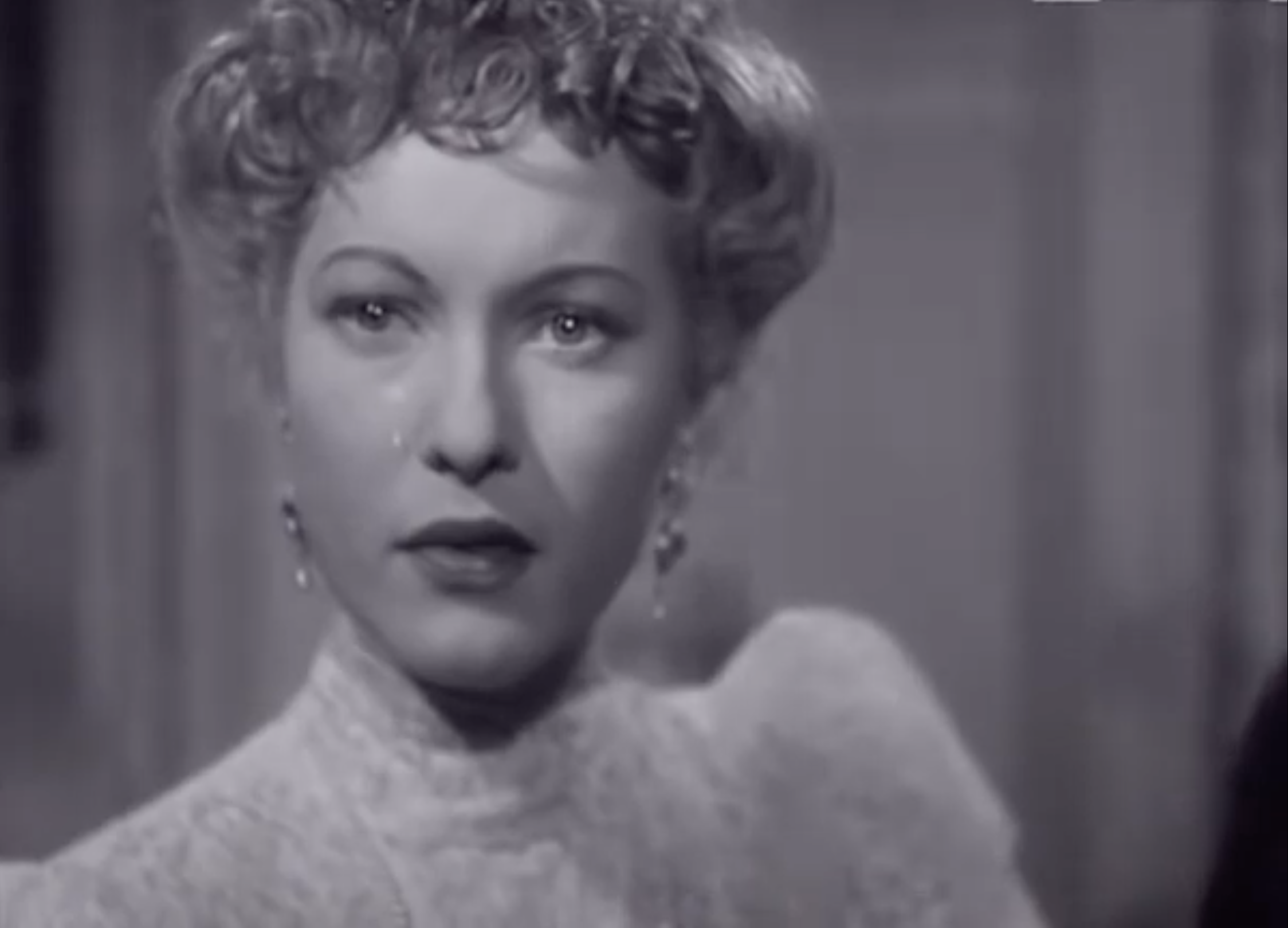
Mariella Lotti în I mariti (1941)

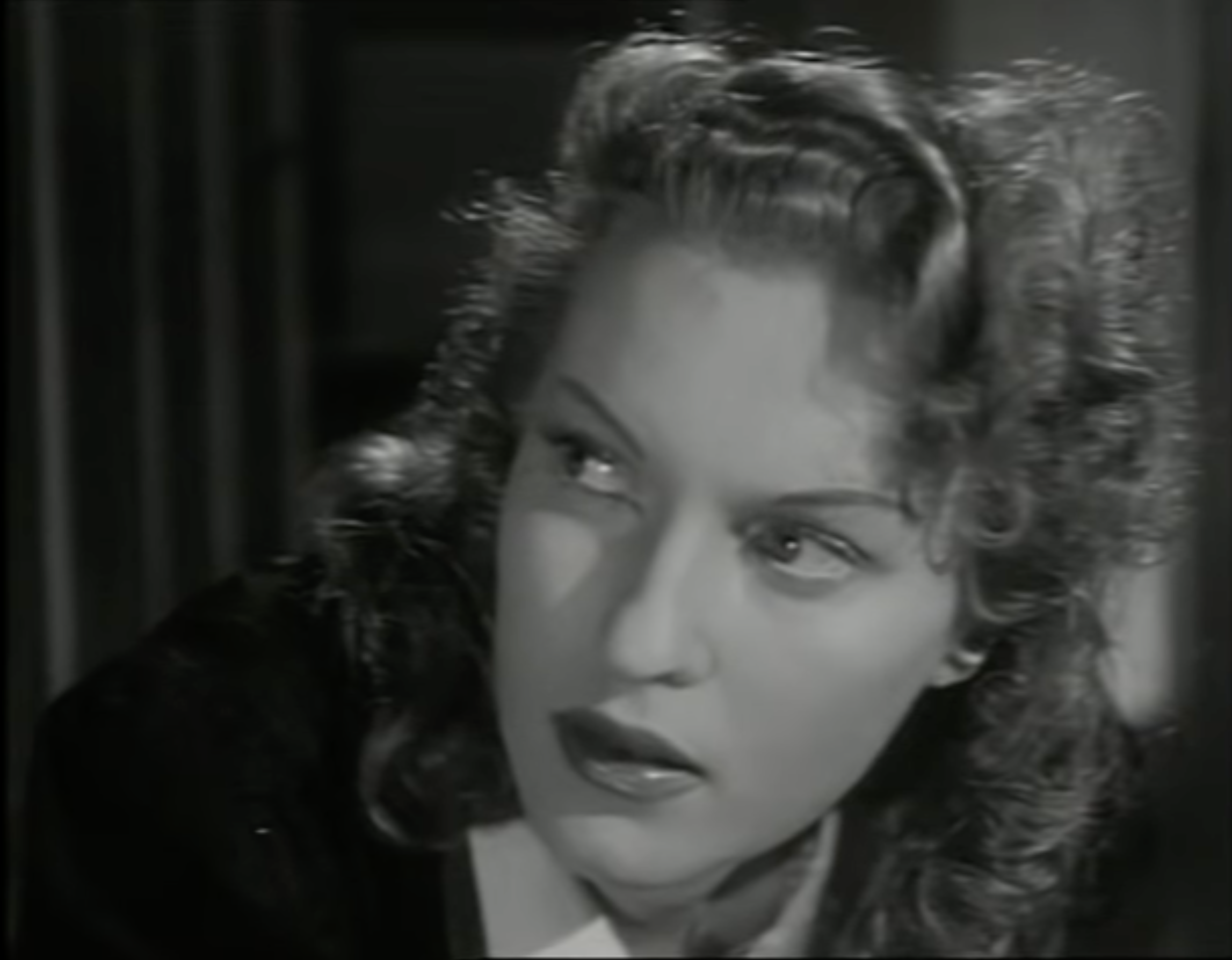
Mariella Lotti în Fari nella nebbia (1942)

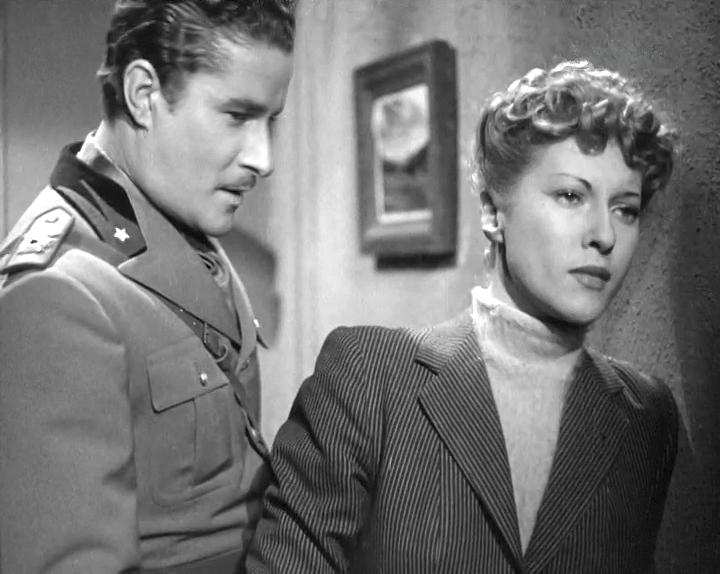
Mariella Lotti cu Amedeo Nazzari în Cei de la munte (1943)

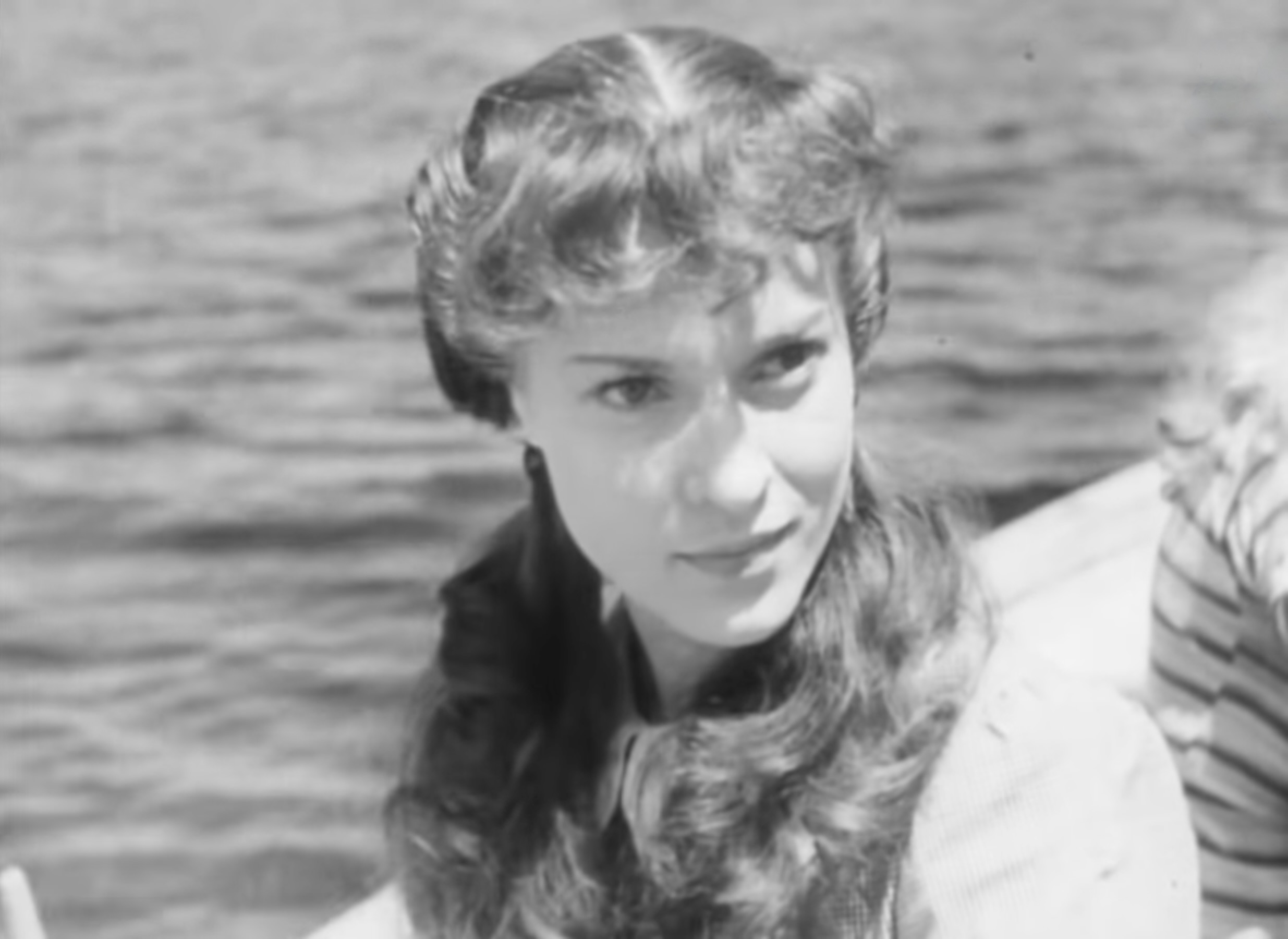
Mariella Lotti în Malacarne (1946)

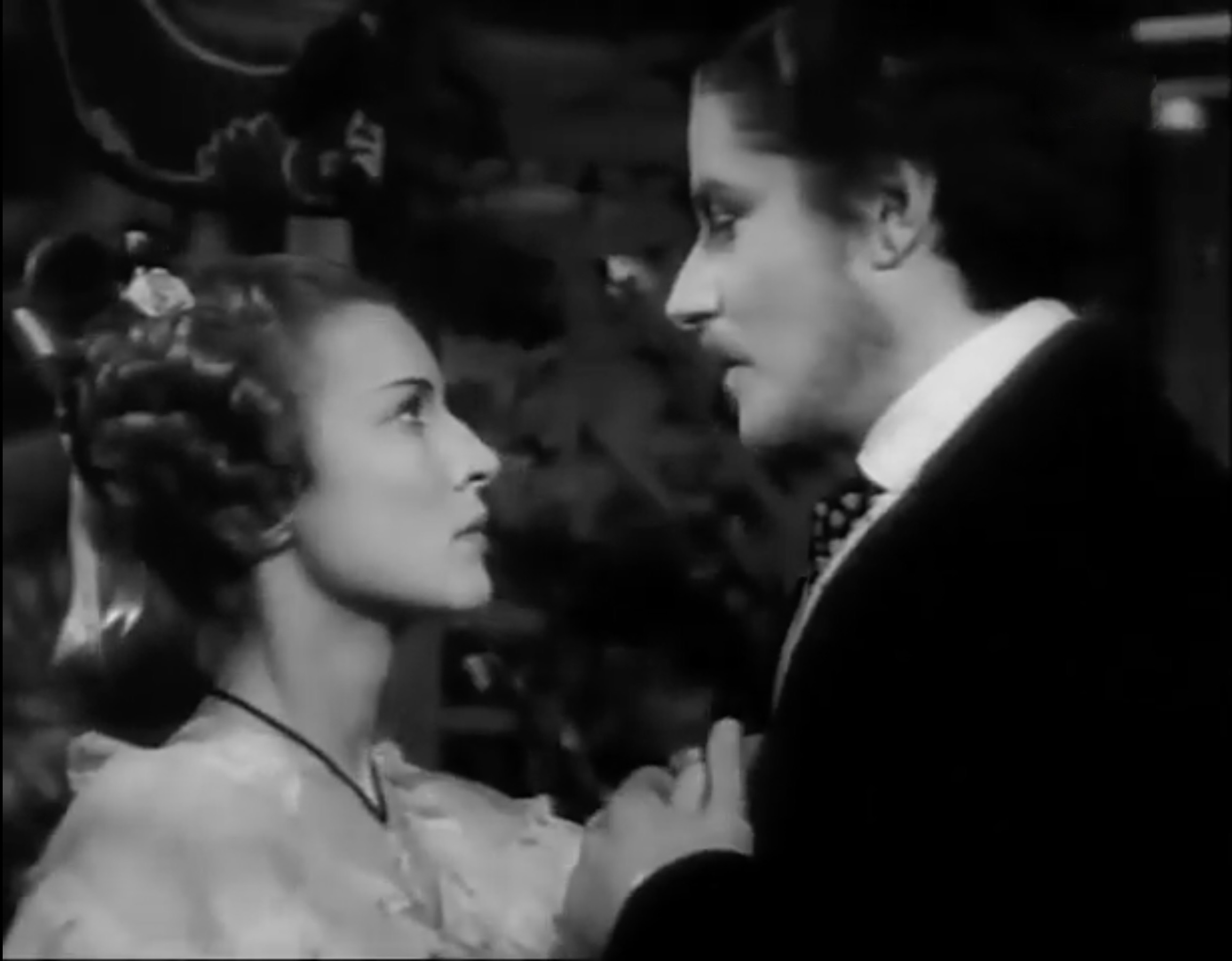
Mariella Lotti cu Amedeo Nazzari în Cavalerul visului (1947)

Mariella Lotti, pseudonimul lui Maria Camilla Anna Pianotti, (n. 18 noiembrie 1919, Busto Arsizio, Lombardia, Regatul Italiei – d. 18 decembrie 2004, Neuilly-sur-Seine, Île-de-France, Franța) a fost o actriță italiană de film.

## Biografie
Înzestrată cu o frumusețe deosebită, blondă și rafinată, ea a devenit rapid una dintre cele mai iubite și mai solicitate dive ale cinematografiei italiene în anii 1940, dar a fost folosită pe scară largă și în filmele de costume, unde actoria ei era caracterizată de o patină de răceală.
Dintre filmele de mâna a doua se remarcă însă I mariti (Tempesta d'anime) (1941) de Camillo Mastrocinque, adaptare după comedia lui Achille Torelli. În film, ea joacă rolul unei femei care se căsătorește fără dragoste și care în cele din urmă înțelege că soțul ei este demn nu doar de respectul ei, ci și de dragostea ei. Au urmat și alte filme contemporane precum notabilul Faruri în ceață (1942) de Gianni Franciolini, unde Lotti, în mod excepțional, a jucat rolul unei femei de statut social modest (soția unui șofer de camion, protagonista unei crize conjugale cu final fericit). Demne de menționate sunt și reprezentațiile Xeniei din Nimeni nu se întoarce (1943) de Alessandro Blasetti, adaptare după romanul lui Alba de Céspedes, cât și ale Nicolettei, protagonista filmului lui Alberto Lattuada Săgeata din flanc, din 1943.
După război (1946) s-a alăturat Companiei italiene de proză Morelli-Stoppa-De Lullo și a fost regizată de Luchino Visconti în Crime și pedeapsă. În această perioadă a avut o pasionată relație de dragoste cu Mihai I al României. Și-a reluat apoi cariera în cinema, realizând alte filme totuși fără să-și redescopere succesul anterior și, după o încercare nefericită ca producător (Operațiunea Mitra, 1951, care a fost lansat abia patru ani mai târziu cu alt titlu), s-a retras de pe marele ecran la începutul anilor 1950.
S-a căsătorit apoi cu romanul Alfredo Zanardo, un inginer și antreprenor în sectorul brevetelor cu afacerea de familie Barzanò & Zanardo. Au un fiu, Giovanni, născut la Lausanne în 1953. În 1967 a devenit văduvă și s-a mutat la Paris. În 1981, ea a devenit bunica lui Alfredo, omonim defunctului ei soț.
A decedat la vârsta de 85 de ani la Paris, s-a alăturat soțului ei la Cimitirul Verano din Roma.
Sora ei Carola Lotti a fost de asemenea actriță.

## Filmografie selectivă
- 1938 Jeanne Doré, regia Mario Bonnard
- 1939 Io, suo padre, regia Mario Bonnard

- 1940 Podul suspinelor (Il ponte dei sospiri), regia Mario Bonnard
- 1940 Kean, regia Guido Brignone
- 1940 Fiica Corsarului Verde (La figlia del Corsaro Verde), regia Enrico Guazzoni
- 1940 Inspectorul Vargas (L'ispettore Vargas), regia Gianni Franciolini
- 1941 Cavalerul fără nume (Il cavaliere senza nome), regia Ferruccio Cerio
- 1941 I mariti (Tempesta d'anime), regia Camillo Mastrocinque
- 1941 Marco Visconti, regia Mario Bonnard
- 1941 Il vetturale del San Gottardo, regia Hans Hinrich și Ivo Illuminati
- 1942 Faruri în ceață (Fari nella nebbia), regia di Gianni Franciolini
- 1942 Turbamento, regia Guido Brignone
- 1942 La Gorgona, regia Guido Brignone
- 1942 Acque di primavera, regia Nunzio Malasomma
- 1942 Escadrila albă (Squadriglia Bianca), regia di Ion Sava
- 1943 Mater dolorosa, regia Giacomo Gentilomo
- 1943 Nimeni nu se întoarce (Nessuno torna indietro), regia Alessandro Blasetti
- 1943 Cei de la munte (Quelli della montagna), regia Aldo Vergano
- 1943 Liniște, se filmează! (Silenzio, si gira!), regia Carlo Campogalliani
- 1944 Il fiore sotto gli occhi, regia Guido Brignone
- 1945 Ricordati di santificare le feste, episodul Cele zece porunci (I dieci comandamenti), regia Giorgio Walter Chili[5]
- 1945 Săgeata din flanc (La freccia nel fianco), regia Alberto Lattuada și Mario Costa
- 1946 Cântați, dar încet... (Canto, ma sottovoce...), regia Guido Brignone
- 1946 O zi din viață (Un giorno nella vita), regia Alessandro Blasetti
- 1946 Malacarne, regia Pino Mercanti
- 1947 Cavalerul visului (Il cavaliere del sogno), regia Camillo Mastrocinque
- 1947 Fumeria d'oppio, regia Raffaello Matarazzo
- 1947 Frații Karamazov (I fratelli Karamazoff), regia Giacomo Gentilomo
- 1947 Aventurile lui Pinocchio (Le avventure di Pinocchio), regia Giannetto Guardone
- 1948 La revedere, papa! (Arrivederci, papà!), regia Camillo Mastrocinque
- 1948 Pirații din Capri (I pirati di Capri), regia Giuseppe Maria Scotese
- 1948 Guarany, regia Riccardo Freda

- 1950 În numele Domnului (È più facile che un cammello...), regia Luigi Zampa
- 1950 Diavolul în mănăstire (Il diavolo in convento), regia Nunzio Malasomma
- 1951 Căpitanul din Venezia (Il capitano di Venezia), regia Gianni Puccini
- 1952 Gli innocenti pagano, regia Luigi Capuano
- 1952 Processo alla città, regia Luigi Zampa
- 1952 La storia del fornaretto di Venezia, regia Giacinto Solito
- 1952 Doar pentru tine Lucia (Solo per te Lucia), regia Franco Rossi
- 1952 La donna che inventò l'amore, regia Ferruccio Cerio
- 1952 Carmen (Carmen proibita / Siempre Carmen), regia Giuseppe Maria Scotese
- 1952 Nas de piele (Naso di cuoio / Nez de cuir), regia Yves Allégret